# Золотовалютные резервы
Золотовалютные резервы — государственные высоколиквидные активы, находящиеся под контролем государственных органов денежно-кредитного регулирования. Состоят из монетарного золота, средств в иностранной валюте, специальных прав заимствования и резервной позиции в МВФ.

## Структура золотовалютных резервов

### Средства в иностранной валюте
К средствам в иностранной валюте относится:
- наличные деньги других стран;
- остатки средств на корреспондентских счетах, включая обезличенные металлические счета в золоте;
- депозиты с первоначальным сроком погашения до 1 года включительно, в том числе — депозиты в золоте, кредиты, предоставленные в сделках обратного выкупа, в центральных банках за рубежом, в Банке международных расчетов и других кредитных организациях-нерезидентах, имеющих рейтинги долгосрочной кредитоспособности не ниже «А» по классификации рейтинговых агентств «Fitch Ratings» и «Standard & Poor’s» (либо «А2» по классификации рейтингового агентства «Moody’s»);
- долговые ценные бумаги, выпущенные нерезидентами с рейтингом выпусков долговых ценных бумаг (или эмитентов долговых ценных бумаг) не ниже «АА-» по классификации рейтинговых агентств «Fitch Ratings» и «Standard & Poor’s» (либо «Аа3» по классификации рейтингового агентства «Moody’s»), и прочие финансовые требования к нерезидентам с первоначальным сроком погашения до 1 года включительно.

Ценные бумаги, переданные контрагентам в рамках операций займов ценных бумаг (предоставленные в обмен на другие ценные бумаги), учитываются в составе международных резервов, в то время как ценные бумаги, служащие обеспечением по сделкам прямого РЕПО, исключаются из резервов. Ценные бумаги, полученные в качестве обеспечения по сделкам обратного РЕПО или займов ценных бумаг, не включаются в состав международных резервов.
Пересчёт в доллары США осуществляется на основе заявленных обменных курсов прочих денег к российскому рублю.

### Специальные права заимствования
К специальным правам заимствования (СДР) относят эмитированные Международным валютным фондом международные резервные активы, находящиеся на счете государства в МВФ.

### Резервная позиция в Международном валютном фонде
Резервная позиция в МВФ представляет собой валютную составляющую квоты государства в Международном валютном фонде.

## История
Современный валютный рынок, привязанный к ценам на золото, возник в 1880 году. В этом году значимыми по размеру резервов странами были Австро-Венгрия, Бельгия, Канадская конфедерация, Дания, Великое герцогство Финляндское, Германская империя и союз Швеции и Норвегии.
Официальные международные резервы, средства официальных международных платежей, ранее состояли в основном из золота и иногда серебра. По результатам конференции в Бреттон-Вудсе Соединённые Штаты Америки обеспечили поддержку доллара США в качестве мировой валюты за счёт обязательства обеспечивать конвертацию долларов США и золота. В процессе перехода от Золотого стандарта к свободной конвертации доллар США стал одним из видов мировых денег наряду с золотом. Впоследствии, после краха Бреттон-Вудской системы в 1971 году, США отказались от конвертации доллара США в золото, но с учётом того, что доля доллара США в мировых расчётах является доминирующей (хотя и уменьшается в последние годы), доллар США остаётся главной резервной валютой, и большинство центральных банков продолжают хранить большие объёмы международных резервов в долларах США. Изменение валютной структуры международных резервов в мире показывает, что на рубеже XX—XXI веков наиболее укрепили свои валюты США и Великобритания. Только созданием евро ведущие континентальные страны Европы смогли противостоять тенденции такого чрезмерного усиления, против которого активно выступает и Россия.

## Структура мировых валютных резервов
| Валюты | 1995 | 1996 | 1997 | 1998 | 1999 | 2000 | 2001 | 2002 | 2003 | 2004 | 2005 | 2006 | 2007 | 2008 | 2009 | 2010 | 2011 | 2012 | 2013 | 2014 | 2015 | 2016 |
| --- | ---- | ---- | ---- | ---- | ---- | ---- | ---- | ---- | ---- | ---- | ---- | ---- | ---- | ---- | ---- | ---- | ---- | ---- | ---- | ---- | ---- | ---- |
| USD | 59,0 | 62,1 | 65,2 | 69,3 | 70,9 | 70,5 | 70,7 | 66,5 | 65,8 | 65,9 | 66,4 | 65,7 | 64,1 | 64,1 | 62,1 | 61,8 | 62,3 | 61,1 | 61,0 | 63,1 | 64,2 | 64,0 |
| EUR | —    | —    | —    | —    | 17,9 | 18,8 | 19,8 | 24,2 | 25,3 | 24,9 | 24,3 | 25,2 | 26,3 | 26,4 | 27,6 | 26,0 | 24,7 | 24,3 | 24,4 | 22,1 | 19,7 | 19,7 |
| DEM | 15,8 | 14,7 | 14,5 | 13,8 | —    | —    | —    | —    | —    | —    | —    | —    | —    | —    | —    | —    | —    | —    | —    | —    | —    | —    |
| GBP | 2,1  | 2,7  | 2,6  | 2,7  | 2,9  | 2,8  | 2,7  | 2,9  | 2,6  | 3,3  | 3,6  | 4,2  | 4,7  | 4,0  | 4,3  | 3,9  | 3,8  | 4,0  | 4,0  | 3,8  | 4,9  | 4,4  |
| JPY | 6,8  | 6,7  | 5,8  | 6,2  | 6,4  | 6,3  | 5,2  | 4,5  | 4,1  | 3,9  | 3,7  | 3,2  | 2,9  | 3,1  | 2,9  | 3,7  | 3,6  | 4,1  | 3,8  | 3,9  | 4,0  | 4,2  |
| FRF | 2,4  | 1,8  | 1,4  | 1,6  | —    | —    | —    | —    | —    | —    | —    | —    | —    | —    | —    | —    | —    | —    | —    | —    | —    | —    |
| CHF | 0,3  | 0,2  | 0,4  | 0,3  | 0,2  | 0,3  | 0,3  | 0,4  | 0,2  | 0,2  | 0,1  | 0,2  | 0,2  | 0,1  | 0,1  | 0,1  | 0,1  | 0,3  | 0,3  | 0,3  | 0,3  | 0,2  |
| CNY | —    | —    | —    | —    | —    | —    | —    | —    | —    | —    | —    | —    | —    | —    | —    | —    | —    | —    | —    | —    | —    | 1,1  |
| Прочие | 13,6 | 11,7 | 10,2 | 6,1  | 1,6  | 1,4  | 1,2  | 1,4  | 1,9  | 1,8  | 1,9  | 1,5  | 1,8  | 2,2  | 3,1  | 4,4  | 5,1  | 6,3  | 6,5  | 6,9  | 6,9  | 6,4  |
| Источники: - 2015—2016 — МВФ: IMF Releases Data on the Currency Composition of Foreign Exchange Reserves Including Holdings in Renminbi; - 1995—2009 — МВФ: Currency Composition of Official Foreign Exchange Reserves; - 1999—2005 — ЕЦБ: The Accumulation of Foreign Reserves |      |      |      |      |      |      |      |      |      |      |      |      |      |      |      |      |      |      |      |      |      |      |

## Уровень международных резервов
| № | Страна                         | ЗВР в млрд USD        | Суммарный внешний долг в млрд USD | Чистые международные резервы в млрд USD |
| - | ------------------------------ | --------------------- | --------------------------------- | --------------------------------------- |
| 1 | Китай                          | 3200,83 (апрель 2024) | 16250,63                          | -13018,53 (август 2021)                 |
| 2 | Япония                         | 1278,977 (30.04.2024) | 13504,017                         | -12079,717 (31 августа 2021)            |
| 3 | Швейцария                      | 883,975 (март 2024)   | 1844,780                          | -756,98 (июль 2021)                     |
| 4 | Индия                          | 648,7 (24.05.2024)    | 7677,880                          | -7060,98 (20 августа 2021)              |
| 5 | Россия                         | 605,9 (24.05.2024)    | 357,9                             | 242,9 (6 апреля 2023)                   |
| - | Китайская Республика (Тайвань) | 567,02 (май 2024)     | 146,800                           | 396,3 (июль 2021)                       |
| 6 | Саудовская Аравия              | 455,205 (07.04.2024)  | 200,9                             | 248 (март 2021)                         |
| - | Гонконг ( Китай)               | 423,2 (февраль 2024)  | 1630,590                          | -1133,59 (август 2021)                  |
| 7 | Республика Корея               | 419,360 (03.04.2024)  | 407,341                           | 56,559 (август 2021)                    |
| 8 | Сингапур                       | 366,877 (апрель 2024) | 1320,567                          | -902,467 (август 2021)                  |
| 9 | Бразилия                       | 355,06 (23.05.2024)   | 556,418                           | -184,618 (3 сентября 2021)              |
| - | Еврозона                       | 82,81 (ноябрь 2022)   | 14259,517                         | -13203,017 (июль 2021)                  |

Примечания:
- ^Китай обновляет информацию ежеквартально.
- ^Россия и Индия обновляют информацию еженедельно и ежемесячно.
- ^Бразилия обновляет информацию ежедневно.

## Достаточность и избыточность резервов
В 2011 году МВФ предложил новый показатель для оценки достаточности резервов. Показатель был основан на тщательном анализе источников оттока средств во время кризисов. Эти потребности в ликвидности рассчитываются с учетом корреляции между различными компонентами платежного баланса и вероятностью побочных событий. Чем выше отношение резервов к разработанному показателю, тем ниже риск кризиса и падения потребления во время кризиса. Кроме того, Фонд проводит эконометрический анализ нескольких перечисленных выше факторов и приходит к выводу, что эти коэффициенты резервов, как правило, адекватны для развивающихся рынков.
Резервы, превышающие норматив достаточности, могут быть использованы в других государственных фондах, инвестируемых в более рискованные активы, такие как фонды национального благосостояния, или в качестве страховки на время кризиса, такие как стабилизационные фонды. Если бы они были учтены, то Норвегия, Сингапур и страны Персидского залива занимали бы более высокое место в этих списках, а Объединенные Арабские Эмираты, с резервами в 627 миллиардов долларов, могли бы быть вторыми после Китая. Помимо высоких валютных резервов, Сингапур также располагает значительными государственными и суверенными фондами благосостояния, включая Temasek Holdings (последняя оценка в 375 миллиардов долларов США) и GIC (последняя оценка в 440 миллиардов долларов США).

## Золотовалютные резервы России
К международным резервам (резервным активам) страны относятся внешние активы, которые доступны и подконтрольны органам денежно-кредитного регулирования в целях удовлетворения потребностей в финансировании дефицита платежного баланса, проведения интервенций на валютных рынках для оказания воздействия на обменный курс валюты и в других соответствующих целях (таких как поддержание доверия к национальной валюте и экономике, а также как основа для иностранного заимствования). Резервные активы должны быть активами в иностранной валюте и реально существующими. К международным резервам относятся только высококачественные активы. Международные резервы Российской Федерации представляют собой высоколиквидные иностранные активы, имеющиеся в распоряжении Банка России и Правительства Российской Федерации. Международные резервы Российской Федерации — основная часть всех внешних активов России. Международные резервы это зарубежные инвестиции, которые осуществляет Банк России. Основная часть международных резервов России — ценные бумаги других государств. Валютные резервы Банк России размещает также на депозитных и иных счетах зарубежных банков. Эти инвестиции могут давать очень низкий доход, измеряемый долями процента в год, и иногда даже приносить убытки. На 1 октября 2014 г. они составили 454,2 млрд долл., или 32,2 % всех внешних активов Российской Федерации. Все внешние активы России были равны 1 410,9 млрд долл. Это активы, которые сформированы в результате вывоза капитала в разных формах (прямые, портфельные и прочие инвестиции).
Часть Фонда национального благосостояния РФ, номинированная в иностранной валюте и размещенная Правительством Российской Федерации на счетах в Банке России, которая инвестируется им в иностранные финансовые активы, является составляющей международных резервов Российской Федерации.

### Развитие российского ЗВР
Благодаря росту цен на углеводороды в начале 2000-х годов, ЗВР России быстро росли и на локальном пике составляли 598,1 млрд $ в августе 2008 года. Во время мирового экономического кризиса 2008 года они снизились до 383 млрд $ в мае 2009 года, но почти восстановились к сентябрю 2011 года и составляли 545 млрд $. В 2014 году падение цен на нефть, аннексия Крыма и российско-украинские события привели к ограничению в международном кредитовании и санкциям, что привело к сокращению валютных поступлений в страну и локальной необходимости срочных выплат внешних долгов. К весне 2015 года эти процессы снизили валютную часть ЗВР до локального минимума в 356 млрд $, после чего ЗВР вновь начали медленно расти. По состоянию на 1 марта 2019 года составили 482,8 млрд $.
21 марта 2025 года вопреки санкциям и международной напряженности, резервы впервые в истории современной России достигли отметки в 650,4 млрд. долларов. Далее рекорды продолжили обновление, к 25 июля резервы составили уже 695.5 млрд. долларов.
После кризиса 2008 года ЗВР России стали активно пополняться физическим золотом. На 1 января 2024 года золотой резерв России составил 2351 тонну. К июню 2025 года 36.5% всех российских ЗВР составляло золото, стоимость его составила 248,2 млрд. долларов. Это - максимальная доля с октября 1999 года, когда доля золота составляла 39.7% при 4.7 млрд. долларов в абсолютном выражении.
Запасы Российской Федерации по данным Банка России на 1 января. Значения округлены отбрасыванием дробной части:
| Год  | ЗВР, млрд $ | Деньги / золото |
| ---- | ----------- | --------------- |
| 2022 | 631         | 498 / 133       |
| 2021 | 596         | 457 / 139       |
| 2020 | 554         | 444 / 110       |
| 2019 | 468         | 382 / 86        |
| 2018 | 432         | 356 / 76        |
| 2017 | 377         | 317 / 60        |
| 2016 | 368         | 319 / 48        |
| 2015 | 385         | 339 / 46        |
| 2014 | 509         | 469 / 39        |
| 2013 | 537         | 486 / 51        |
| 2012 | 498         | 453 / 44        |
| 2011 | 479         | 443 / 35        |
| 2010 | 439         | 416 / 22        |
| 2009 | 426         | 411 / 14        |
| 2008 | 478         | 466 / 12        |
| 2007 | 303         | 295 / 8         |
| 2006 | 182         | 175 / 6         |
| 2005 | 124         | 120 / 3         |
| 2004 | 76          | 73 / 3          |
| 2003 | 47          | 44 / 3          |
| 2002 | 36          | 32 / 4          |
| 2001 | 27          | 24 / 3          |
| 2000 | 12          | 8 / 3           |
| 1999 | 12          | 7 / 4           |
| 1998 | 17          | 12 / 4          |
| 1997 | 15          | 11 / 4          |
| 1996 | 17          | 14 / 2          |
| 1995 | 6           | 3 / 2           |
| 1994 | 8           | 5 / 3           |
| 1993 | 4           | 1 / 2           |

### Заморозка резервов
После российского вторжения на Украину часть валютных резервов центрального банка РФ была заморожена в результате наложенных санкций. Золото государства и, отдельно, золото Центрального банка РФ хранится на территории РФ.
После принятия ГА ООН резолюции о необходимости выплаты репараций Украине Россия выступила категорически против. Пресс-секретарь президента РФ Дмитрий Песков заявил, что организаторы данного процесса пытаются завершить «грабёж» золотовалютного резерва России, заблокированного незаконным образом. По его мнению, происшедшее — формализация с помощью ООН этого грабежа. Также пресс-секретарь президента РФ сообщил, что решение ГА не налагает юридических обязательств (обязательны к исполнению только решения Совбеза ООН). По итогам Россия в ответ заморозила целый ряд активов западных стран внутри России, национализировав их, введя внешнее управление или вынудив продать активы существенно ниже их рыночной стоимости, заморозив акции нерезидентов и введя запрет на вывоз различных товаров из страны, а также на вывод капиталов без письменного разрешения правительства. Кроме того в ответ на заморозку резервов и запрет их использования даже для выплат по внешним долгам (как говорят на западе) Россия объявила дефолт внешнего долга, перевела передачу финансовых сообщений на систему СПФС, перешла на незападные платёжные системы разного толка, переведя весь российский банковский сектор на использование карточной системы МИР и перевела внешнюю торговлю из западных валют в не западные.
В январе 2023 года Bloomberg сообщил о том, что юрслужба Еврокомиссии проинформировала страны ЕС, что на законных основаниях возможно лишь временно использовать часть замороженных активов ЦБ РФ, для их инвестиции в восстановление Украины. При этом, согласно выводам ЕК, российские активы нельзя экспроприировать и основную сумму с процентами необходимо будет вернуть РФ. Причём, если временное управление ЕС активами принесет убытки, то компенсацию России придется выплачивать странам Евросоюза.
22 мая 2024 Евросоюз анонсировал первое изъятие доходов от замороженных активов к июлю 2024 года. Прибыль от замороженных российских активов будет два раза в год отправляться на помощь Украине, 90% будет направляться в Европейский фонд мира, который будет финансировать военную помощь Украине и развитие украинской оборонной промышленности, а 10% пойдет на программы невоенной помощи Украине. Несмотря на анонс изъятия в Financial Times появился материал, утверждающий что вопрос конфискации как активов, так и их доходов более не обсуждается странами G7. Министр финансов России Антон Силуанов 25 мая 2024 года предупредил, что Россией уже подготовлены зеркальные меры на случай изъятия активов, которые будут заключаться в конфискации западных активов на территории России и других стран безотносительно уже проведённых национализаций и конфискаций в России.
В октябре 2024 года Россия начала окончательную (а не временную) конфискацию западных активов и активов западных компаний, а в ноябре Антон Силуанов заявил о начале использования доходов от замороженных активов западных инвесторов.
В январе 2025 года в качестве дополнительного наказания всех, кто причастен к заморозке российских ЗВР, в России разработали и запустили механизм конфискации активов недружественных стран, а также связанных с ними лиц. Если ранее по российскому законодательству предусматривались только блокировка активов на счетах типа С и передача долей компаний во временное управление государства, то теперь они будут полностью изыматься и конфисковываться по судебным решениям. Под конфискацию в России могут попасть любые активы, связанные с недружественными государствами, включая недвижимость, доли в российских компаниях, банковские счета, а также оборудование или инфраструктурные объекты, принадлежащие иностранным инвесторам.
Также к январю 2025 года России удалось разморозить около половины замороженных с 2022 года средств, принадлежащим гражданам и компаниям.